# جو بيري (لاعب كرة قاعدة)
جو بيري (بالإنجليزية: Joe Berry) هو لاعب كرة قاعدة أمريكي، ولد في 10 سبتمبر 1872 في ويلينغ في الولايات المتحدة، وتوفي في 13 مارس 1961 في ألينوود في الولايات المتحدة.

## وصلات خارجية
- جو بيري (لاعب كرة قاعدة) على موقعبيزبول رفرنس.كوم (الدوري الرئيسي) (الإنجليزية)
- جو بيري (لاعب كرة قاعدة) على موقعبيزبول رفرنس.كوم (الدوري الثانوي) (الإنجليزية)